# Шиен
Шиен (норв. Skien) — город и коммуна в Норвегии.

## География
Город Шиен расположен в юго-восточной части Норвегии, к востоку от озера Нуршё. Является административным центром норвежской фюльке (провинции) Телемарк, а также центром одноимённой коммуны площадью в 778 км². Численность населения Шиена составляет 54942 человека (на 2020 год). Плотность населения равна 71 чел./км². В городе имеется гавань с каналом, соединяющая его с заливом Бохус (Северное море), а также построен аэропорт, из которого выполняются рейсы в Стокгольм, Берген, Ставангер.

## История
Город Шиен был основан в 1000 году. В Средние века важную роль в его экономике играл вывоз шлифовального камня, который добывали на территории Телемарка. Начиная с XV столетия Шиен становится крупнейшим в Норвегии поставщиком древесины. В настоящее время в городе развиты деревообрабатывающая, бумажная, электротехническая и пищевая отрасли промышленности.

## Известные жители
В Шиене родились:
- Генрик Ибсен (1828—1906) — великий норвежский драматург, основатель европейской «новой драмы», автор пьес «Кукольный дом», «Привидения», «Гедда Габлер» и др. В настоящее время в городе работает Театр Ибсена. В 1986 году муниципалитетом Шиена учреждена Премия Ибсена.
- Ялмар Йохансен (1867—1913) — полярный исследователь, участник полярной экспедиции Нансена и антарктической экспедиции Амундсена.
- Герман Август Каппелен (1827—1852) — художник, мастер драматического, меланхолического и романтического пейзажа.

## Города-побратимы
- Россия: Белозерск
- Германия: Рендсбург
- Исландия: Мосфедльсбэр
- Финляндия: Лоймаа
- Швеция: Уддевалла
- Дания: Тистед